# Dens Park
O Dens Park, também conhecido como Kilmac Stadium, é um estádio de futebol localizado na cidade escocesa de Dundee. Desde 1899 o estádio é a casa do Dundee FC e atualmente possui capacidade para 11.850 torcedores.

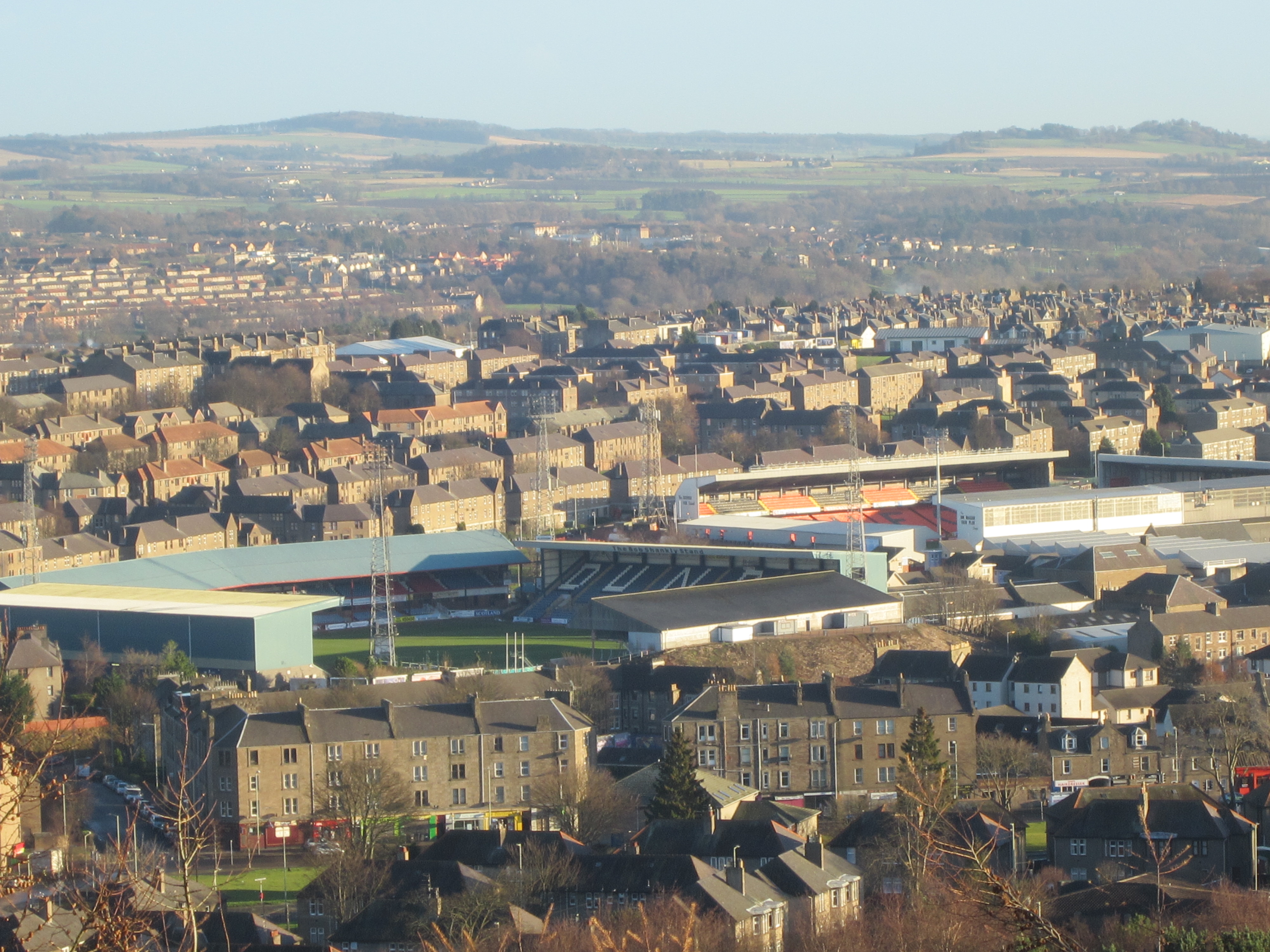
A proximidade entre o Dens Park e o Tannadice Park

O estádio está localizado na Sandeman Street, cerca de apenas 300 metros de distância do Tannadice Park, estádio do seu clássico rival Dundee United. O estádio foi criado em 1899 como uma nova casa para o clube, que deixou de jogar no antigo estádio de Carolina Port (extinto em 1899) e desde então usa o Dens Park para mandar seus jogos. Sofreu uma grande reforma em 1999, quando foram criadas duas grandes tribunas (localizadas atrás das balizas) batizadas como Bobby Cox e Bob Shankly. A tribuna Bobby Cox, nomeada em homenagem ao ex-jogador e capitão do Dundee, é a tribuna na qual se localizam os torcedores locais. Já a tribuna Bob Shankly, nomeada em homenagem ao principal treinador da história do clube, costuma ser o local onde ficam os torcedores visitantes.
O recorde de público do estádio ocorreu em 7 de fevereiro de 1953, quando o Dundee enfrentou o Rangers pela Scottish Cup. Nesta partida estiveram presentes 43.024 torcedores.